# ワン・アイランド・イースト

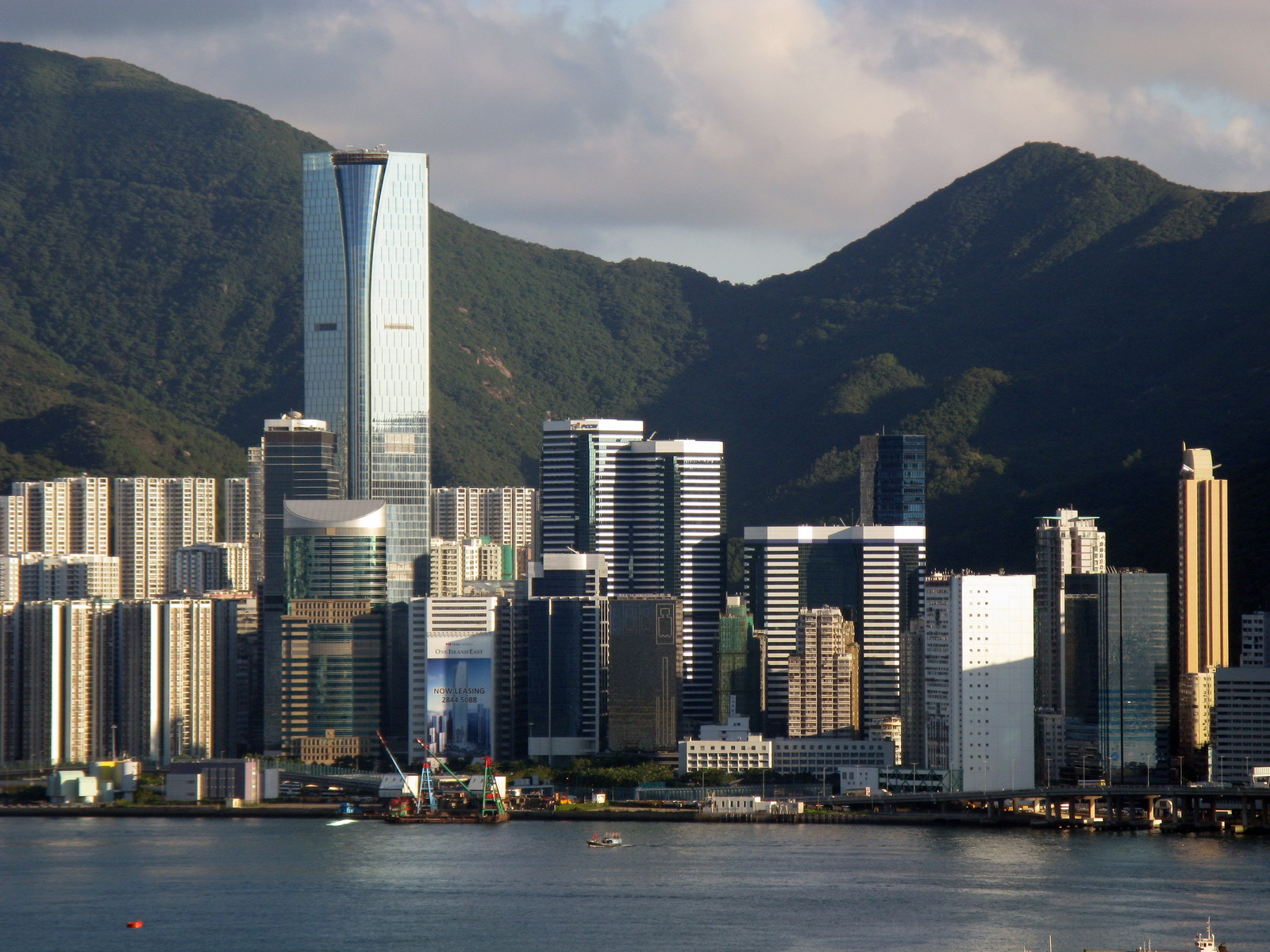
太古の街並みと港島東中心

港島東中心（英語：One Island East、繁体字（粤語）：港島東中心）は、香港の香港島東北部、東区にある鰂魚涌地区に位置する超高層ビルである。2008年に竣工した。略称は英語の頭文字を取って『OIE』である。

## 概要
香港島の太古に位置する超高層ビルであり、香港の総合企業であるスワイヤー・グループ（Swire Group、粤語名は太古集團）によって建設されている。高さ308mで地上70階建て、2008年の完成時には香港で6番目の高さの超高層ビルとなった。床面積は約150万m2で37階と38階にスカイロビーを持つ。
建物は2008年3月に完成し、主にオフィステナントとして利用されている。

## 周辺施設
- 太古城中心
- 太古城
- 太古坊

## 交通
- 香港MTR 港島線・太古駅、鰂魚涌駅
- トラム（路面電車）
- その他バス（巴士）、ミニバス（小巴）など利用